# ナワ語群

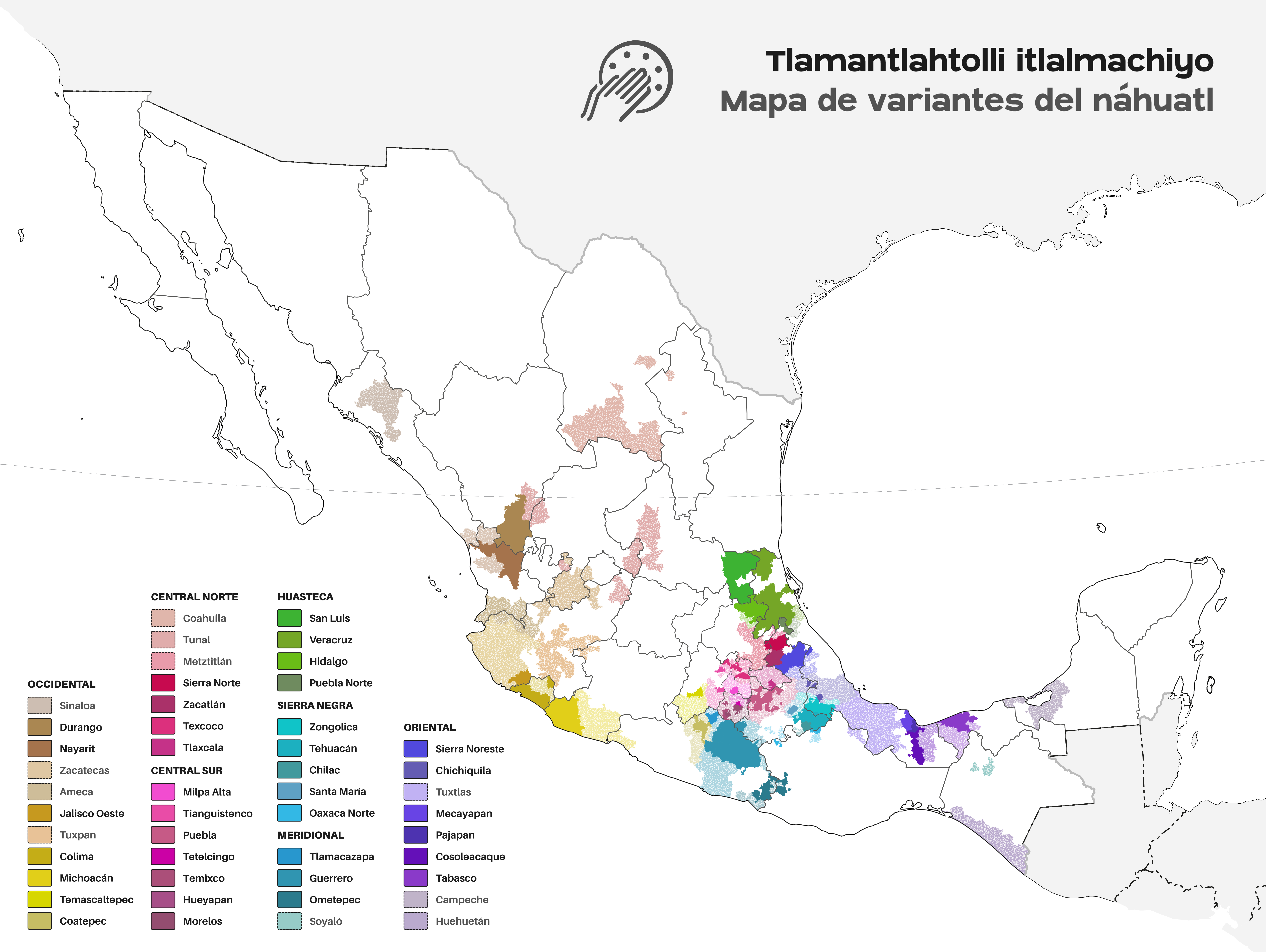
ナワ語群の言語が現在話されている地域（白）と、歴史的に話されていた地域（灰色）

ナワ語群（ナワごぐん、Nahuan）は、ユト・アステカ語族に属する語群で、話者はメキシコおよび中央アメリカに散在している。
ユト・アステカ語族の分類は学者によって一致しないが、メキシコ国立先住民言語研究所(INALI)では、ナワ語群を以下のような位置に置いている。
- ユト・ナワ語族（＝ユト・アステカ語族）
  - 南ユト・ナワ語派
    - コラチョル＝ナワトル語群
      - コラ＝ウィチョル語群（コラ語、ウイチョル語）
      - ナワトル語群（＝ナワ語群）
        - ポチュテコ語
        - 核ナワ語群（ナワトル語、ナワト語）

もっとも有名なのはナワトル語であり、スペイン人がはじめて訪れた16世紀ごろのアステカで使われていた言語を特に古典ナワトル語と称する。現代では各地に散在し、1980年のメキシコ国勢調査では話者人口は合計138万人だった。ISO 639-3ではナワトル語を30ほどの言語に細分している。しかし言語ごとの違いは少なく、方言と呼んでよい関係にある。
ナワトル語の下位分類のしかたとしては、以下のような基準が提案されている。
- 無声歯茎側面破擦音[t͡ɬ]が残っているもの、[t]に変化しているもの、[l]に変化しているものに分ける。
- 語頭の[e]が[je]になるかどうかで分ける。
- 唇音化した軟口蓋音[kʷ]が[b]に変化しているかどうかで分ける。
- 接尾辞 -wki, -nki が -wik, -nik になるかどうかで分ける。šošowki / šošowik「暖かい」、totōnki / totonik「緑」など。

エルサルバドル西部にはピピル人の話すナワト語（ピピル語）がある。ナワト語はかつてもっと広い地域に分布していたが、現在の話者は約200人（2008年）と言われ、UNESCOは「極めて深刻」(critically endangered)な危機に瀕する言語に分類している。
メキシコのオアハカ州でかつて話されていたポチュテコ語はナワトル語と大きく異なった言語だったが、20世紀はじめに消滅した。